# Luka Milivojević
Luka Milivojević, cyr. Лукa Mиливojeвић (ur. 7 kwietnia 1991 w Kragujevacu) – serbski piłkarz występujący na pozycji pomocnika. Grał w RSC Anderlecht, do którego przybył z Crvenej zvezdy Belgrad, w Olympiakosie, a także w Crystal Palace, którego był kapitanem. Po sześciu latach w angielskim klubie w sierpniu 2023 przeszedł do Shabab Al-Ahli Dubaj ze Zjednoczonych Emiratów Arabskich.
W latach 2012–2020 reprezentant Serbii.